# Ritratto del monaco Baldassarre
Il Ritratto del monaco Baldassarre è un dipinto a olio su tavola (26x27 cm) di Pietro Perugino, datato 1500 e conservato nella Galleria dell'Accademia a Firenze.

## Storia
Il pannello fa parte della Pala di Vallombrosa (Galleria dell'Accademia, inv. 1890, n. 8366), alla quale è stato riunito nel 2013 dopo essere stata a lungo alla Galleria degli Uffizi. Il dipinto è posto nella sua posizione originale, alla base del pilastrino destro, all'altezza della perduta predella. Insieme alla pala citata, il ritratto venne commissionato al Perugino per l'altare maggiore dell'abbazia di Vallombrosa nei dintorni di Firenze nel 1498 e consegnato entro il luglio 1500. Con la soppressione napoleonica del 1810 la pala venne trasportata a Parigi nell'antenato del Museo del Louvre, ma con la Restaurazione, nel 1817, fu riportata in Italia, ormai senza più predella.

## Descrizione e stile
Il monaco ritratto è un certo Baldassarre, committente dell'opera assieme all'abate Biagio Milanesi, sindaco e procuratore dell'Abbazia di Vallombrosa nel 1500. Egli è raffigurato di profilo su fondo scuro, guardante in alto a sinistra, verso la scena dell'Assunzione, che si svolge al centro della pala.
Il ritratto mostra una notevole intensità, con una forte individuazione fisionomica data da alcuni particolari come il naso pronunciato, le labbra sottili, il piccolo mento, la chierica ritratta con grande verosimiglianza, la fronte corrugata per il naturale gesto di alzare le sopracciglia nel guardare verso l'alto. Si tratta di un tipico esempio di come il Perugino, nel campo del ritratto, fosse capace di grande intensità fisiognomica e psicologica, a differenza di quando creava personaggi di fantasia, idealizzati e vacui.
In alto e a sinistra si legge l'iscrizione dedicata alla Vergine in lettere dorate: "D. Baltasar Monaco / S[ervo] Tvo Svccvrre".